# John Faber (1684-1756)
Pour les articles homonymes, voir Faber.
John Faber ou Johan Faber II (1684-1756) est un graveur néerlandais en manière noire, actif à Londres durant toute sa carrière.

## Biographie
Faber, né à La Haye, est le fils de l'artiste John Faber (1660-1721), qui lui enseigne la manière noire et le dessin, après que sa famille s'est installée à Londres. Par la suite, le jeune Faber entre à la St Martin's Lane Academy, dirigée par John Vanderbank.
Plus tard, Faber habite à l'enseigne du « Golden Head » sur Bloomsbury Square ; c'est là qu'il meurt de la goutte le 2 mai 1756.
D'après l'inscription retrouvée sur un portrait maçonnique de Frédéric, prince de Galles, il semblerait que Faber ait été lui-même franc-maçon. Selon Horace Walpole, sa veuve, dont il existe un portrait gravé exécuté par Faber d'après le peintre Thomas Hudson, se remaria avec un avocat nommé Smith.

## Œuvre

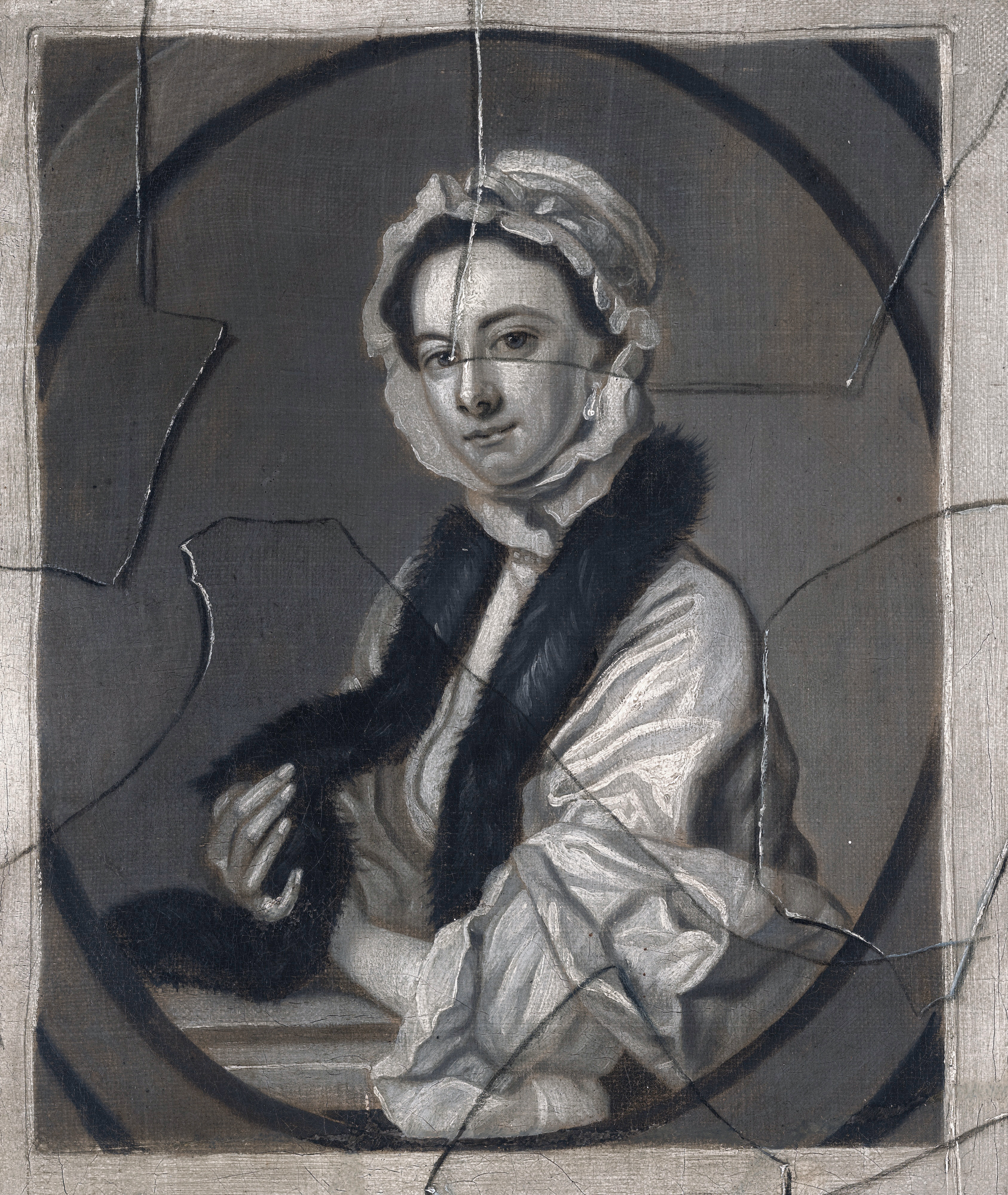
Mrs Faber, peinture d'après le portrait en trompe l'œil de Thomas Hudson, auteur anonyme.

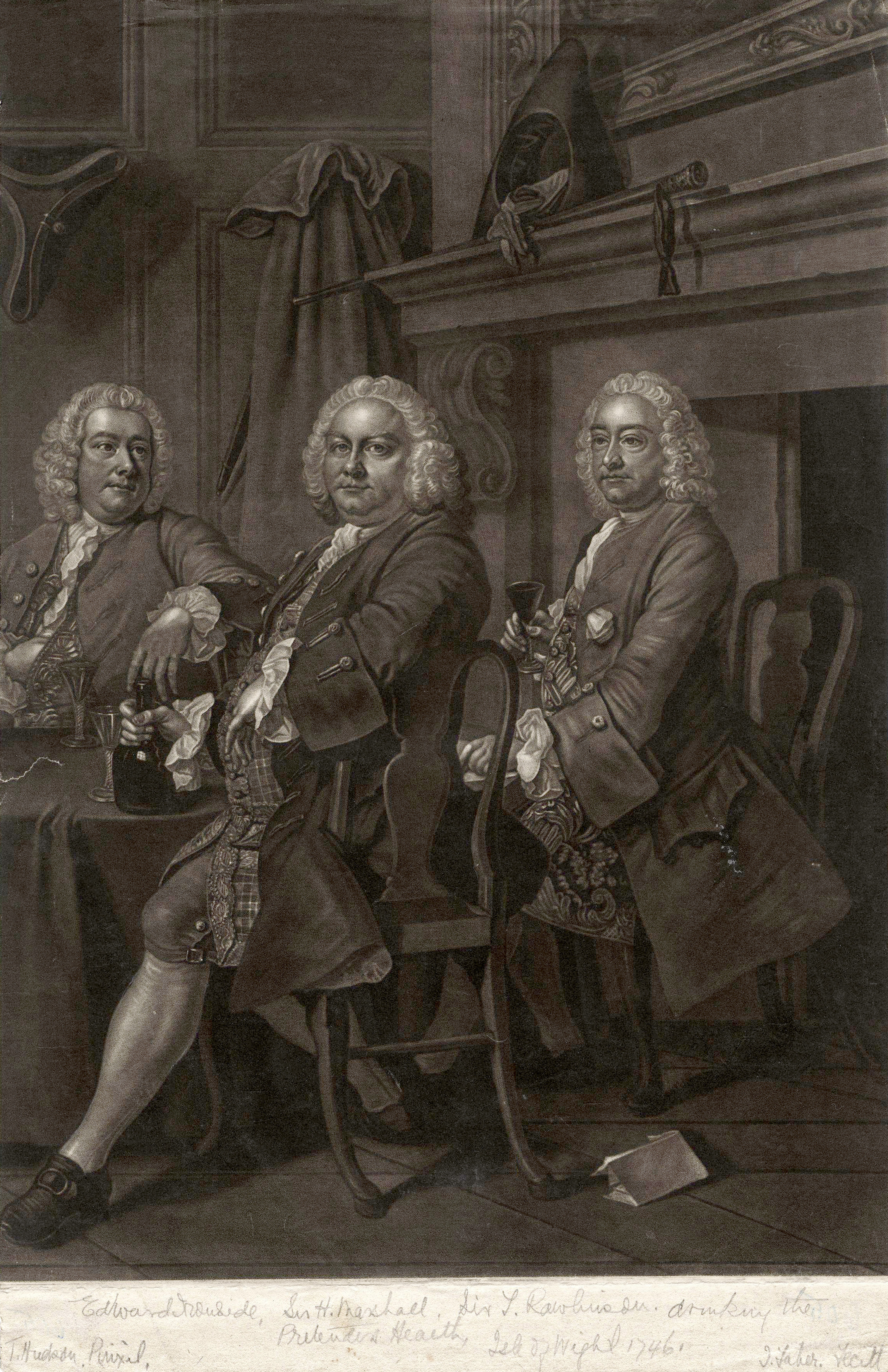
Benn's Club, manière noire de John Faber figurant Robert Alsop, William Benn et John Blashford.

Faber produisit beaucoup de gravure en manière noire. Il reçut des commandes de Godfrey Kneller, peintre du roi, il devait reproduire en gravures des peintures de personnages officiels réalisées par Peter Lely, ou, par exemple, les 48 portraits représentant les membres du Kit-Kat Club (en).
Au château de Hampton Court, sont conservés parmi ses premiers portraits, comme, entre autres, celui de Charles Ier d'Angleterre (1717), de Charles XII de Suède (1718), de George Byng (1718), d'Eustace Budgell (1720). Son art du portrait s'inscrit dans la période de transition de l'école anglaise de peinture, qui va de Kneller à Joshua Reynolds et Thomas Gainsborough. Plus de 400 portraits nous sont parvenus.
Son œuvre comprend également un portrait en pied de l'écrivain Jane Collier (en), du père-jésuite Philippe Couplet (d'après une peinture de Kneller conservée à Windsor) ; des portraits en majesté de Charles II d'Angleterre (d'après Peter Lely), d'Ignace de Loyola (d'après Titien), et de six échevins connus sous le nom de « Benn's Club » (d'après Thomas Hudson). 
Il a publié quelques séries de gravures, parmi lesquelles les plus connues sont The Beauties of Hampton Court, The Five Philosophers of England, et The Members of the Kit-Cat Club : le Kit-Cat Club (en) se réunissait pendant un temps à Fountain Court, sur The Strand, où Faber vivait. Il pratiqua seul son art de 1731 à 1735, puis durant les dernières années de sa vie, ses gravures furent produites par lui et le fils de Jacob Tonson, Jacob Tonson II (1714-1767).
Faber ne produisit pas que des portraits, mais aussi des scènes historiques comme La Prise de Namur (d'après Jan Wyck), St. Peter (d'après Anthony van Dyck), et des conversation pieces d'après Philip Mercier.